# Старченкова, Ольга Сергеевна
О́льга Серге́евна Ста́рченкова (род. 28 марта 1983, Москва) — российская актриса театра и кино.

## Биография
Ольга Старченкова родилась 28 марта 1983 года в Москве.
В 2004 году окончила актёрский факультет Международного Славянского института им. Г. Р. Державина (мастерская И.M. Tарханова, Г.A. Фролова).
Наиболее известна главными ролями в фильмах «Костяника. Время лета» и «Москвы не бывает». До фильма «Костяника. Время лета» актриса играла роли второго плана.

## Спектакли
- Корни (А. Уэскер) — Бити (дипломный).
- Играем Чехова… Хористка (А. П. Чехов) — жена Колпакова (дипломный).
- Кровавая Свадьба (Ф.-Г. Лорка) — Луна, Девочка (дипломный).

## Фильмография
- 1999—2003 — Простые истины — эпизод
- 2003 — Возвращение Мухтара — Наташа, серия «Зелёная карета»
- 2003 — Северный сфинкс (телесериал)— девушка в библиотеке
- 2004 — Адвокат — Лиза, серия «Дело простых людей»
- 2004 — Ландыш серебристый 2 — эпизод
- 2004 — Чудеса в Решетове — «Красавица»
- 2005 — Аэропорт — Алена, серия «ПМЖ»
- 2005 — Дети Ванюхина — Ира
- 2005 — Солдаты 4 — Леночка, 18 серия
- 2005 — Фирменная история — Лена
- 2006 — Евлампия Романова 3. Следствие ведёт дилетант — Олеся, серия «Канкан на поминках»
- 2006 — Костяника. Время лета — Ника
- 2006 — Ты — это я — Агнесс, немка
- 2007 — Бешеная — Нина Ольховская
- 2007 — Морская душа — Рита Пискунова
- 2007 — Путейцы — Марина, серия «Опасная попутчица»
- 2007 — Срочно в номер — медсестра Танечка, серия «Игры без правил»
- 2008 — Новые времена, или биржа недвижимости — Иришка
- 2009 — След — Инна Новикова, серия «Похороны»
- 2009 — Прерванный полёт Гарри Пауэрса — Анна Айвазян
- 2010 — Любовь и прочие глупости — Женя, серия «Кто у нас папа?»
- 2010 — Крест в круге — Мила Вершинская в молодости
- 2021 — Москвы не бывает — Журналистка

## Награды
В 2006 году Ольга Старченкова получила сразу три приза за роль Ники в х/ф «Костяника. Время лета»:
- Приз «За лучшую женскую роль» на Международном детском кинофестивале Артек.
- Приз «За лучшую женскую роль» на I Всероссийском кинофестивале «…надцатилетние» им. Приемыхова.
- Приз «За лучшую женскую роль» на VI детском международном кинофестивале «Кинотаврик».

## Семья

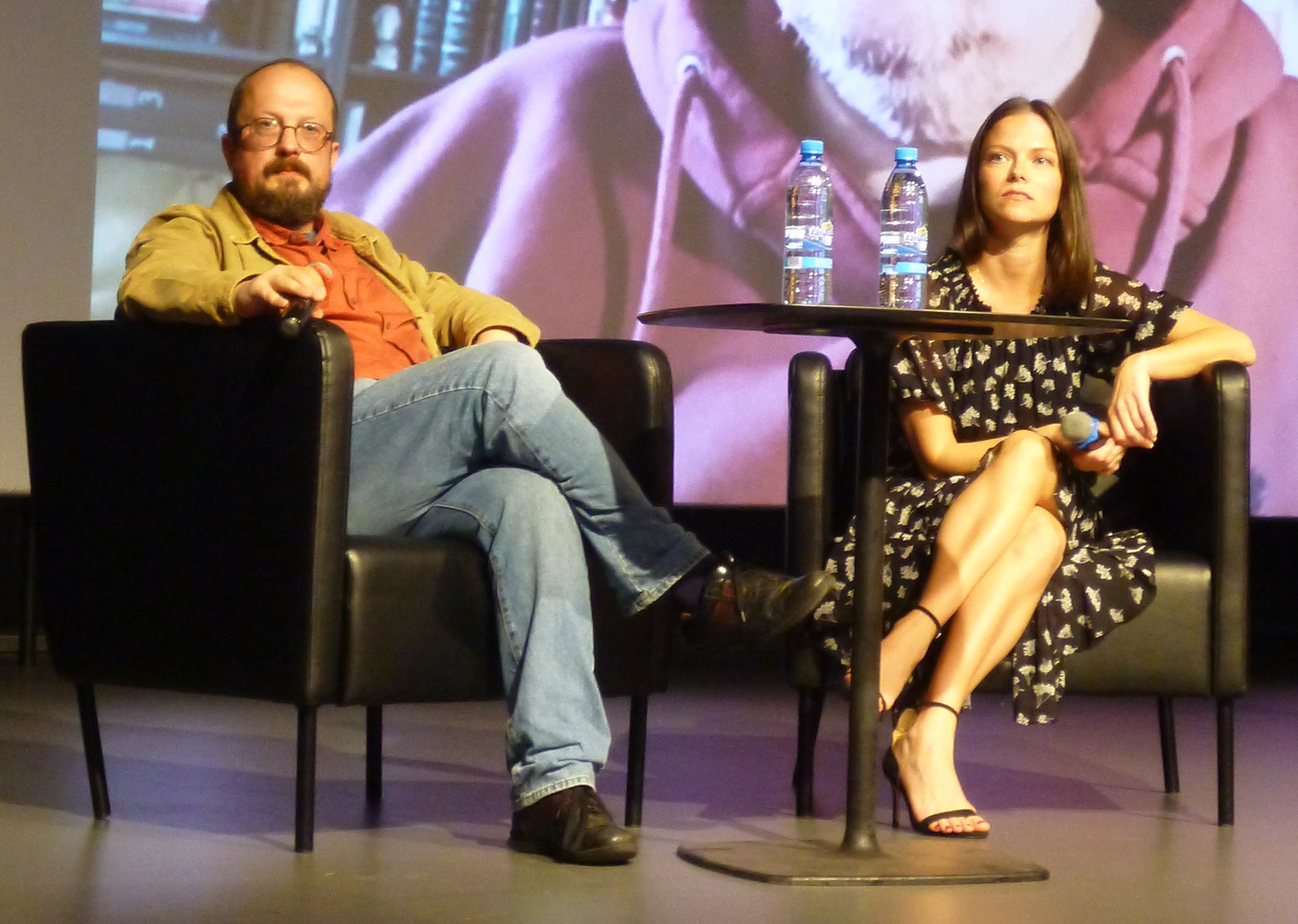
Ольга Старченкова с мужем Дмитрием Фёдоровым на показе фильма «Москвы не бывает», Ельцин-центр, 2021 год

- Муж — Дмитрий Фёдоров, кинорежиссёр.

## Критика
Владимир Портнов в рецензии на фильм «Костяника. Время лета» в «Литературной газете» писал, что приглашённой на главную роль девушки-калеки Ники студентка театрального факультете РГГУ Ольга Старченкова создала сложную, многомерную «параболу» характера. Ника в исполнении Старченковой, по утверждению Портнова, симпатична, эрудирована, интересна, отдаёт себе трезвый отчёт в том, что у неё никогда не будет любви, к которой она созрела и духовно и физически, и постепенно превращается из глубоко несчастной, отверженной и всё отвергающей «хрустальной королевы» в обычную свойскую девчонку.
Денис Ступников в рецензии InterMedia на фильм «Москвы не бывает» отметил: «Актеры источают драйв и непринужденность. Особенно хороша исполнительница роли журналистки Маши Ольга Старченкова, сумевшая адекватно передать нераздражающую провинциальность своей героини».